# Binter Canarias

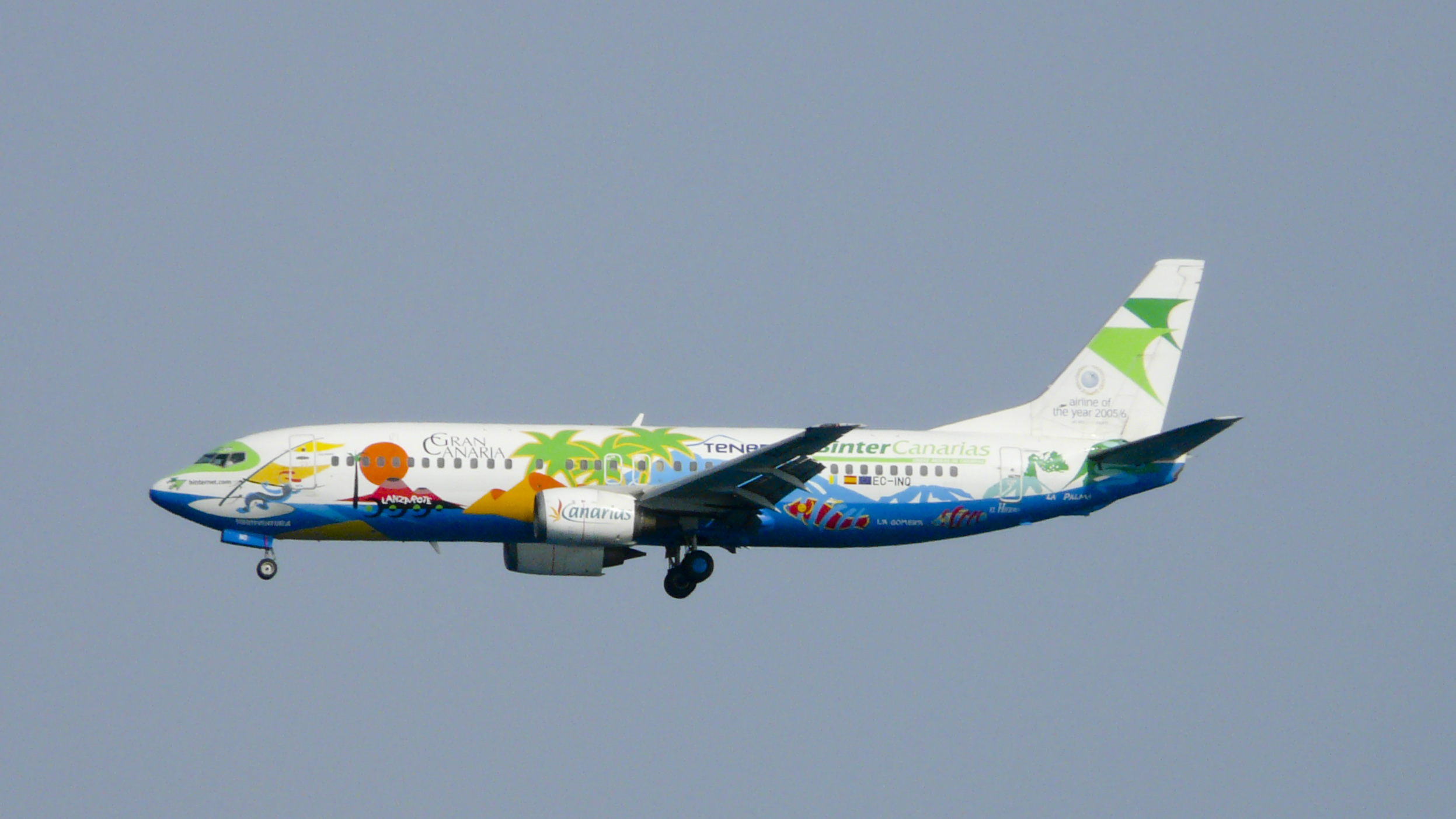
Boeing 737

Binter Canarias (Binter) – hiszpańskie linie lotnicze z siedzibą w Las Palmas de Gran Canaria, na Gran Canaria.
Obsługują głównie połączenia między Wyspami Kanaryjskim oraz do Afryki Północnej i Portugalii. Głównym hubem jest port lotniczy Gran Canaria.

## Flota
Według stanu na kwiecień 2025 flota Binter Canarias składała się z 41 samolotów o średnim wieku 4,7 lat:
| Samolot         | Samolot | Samolot   | Liczba miejsc | Liczba miejsc | Uwagi |
| Model           | Aktywne | Zamówione | E             | Łącznie       | Uwagi |
| --------------- | ------- | --------- | ------------- | ------------- | ----- |
| ATR 72          | 26      | -         | 70            | 70            |       |
| Embraer E195-E2 | 15      | 1         | 132           | 132           |       |
| Łącznie         | 41      | 1         |               |               |       |